# Prom Night (2008)
Prom Night (Alternativtitel: Prom Night – A Night To Die For oder Prom Night – Eine gute Nacht zum Sterben) ist die Neuverfilmung von 2008 des kanadischen Horrorfilms Prom Night – Die Nacht des Schlächters aus dem Jahre 1980. Die Hauptrolle spielt diesmal Brittany Snow.

## Handlung
Die junge Donna überlebt als junge Schülerin nur knapp ein Attentat von Richard Fenton, einem ihrer Lehrer, der eines Abends im Liebeswahn zu ihr kommt und ihre gesamte Familie ersticht. Sie wächst anschließend bei ihrer Tante und ihrem Onkel auf. Als sie beginnt, ihr Leben nach einer Therapie wieder zu genießen, plagen sie Albträume, in denen sie den Mord an ihrer Familie wieder erlebt. Der Abschlussball ihrer High School, die Prom Night, soll der schönste Abend ihres Lebens werden. Am Abend des Balls erfährt die Polizei, dass Richard Fenton aus dem Gefängnis ausgebrochen ist.
Nachdem dieser sich im selben Hotel eingemietet hat, in dem der Ball stattfindet, beginnt er, sich nach und nach Zugang zu Donna zu verschaffen. Er ermordet ein Zimmermädchen und kommt so an die Generalschlüsselkarte. Nach dem Mord an Claire und Michael sowie einem Zimmerjungen bleibt er weiter unerkannt im Hotel. Erst als Lisa, die ihn erkennt und die er ebenfalls ermordet, nicht zur Verleihung der „Prom Queen“-Auszeichnung erscheint, beginnen sich die Freunde um Donna zu sorgen. Sie begeben sich auf die Suche nach Lisa, Claire und Michael. Als Donna allein in der Suite ist und die Leiche von Claire findet, trifft sie auf Richard Fenton. Währenddessen beginnt die Polizei das Gebäude zu räumen. Als Donna vor Fenton flüchten kann, wird sie gemeinsam mit ihrem Freund zu ihrer Tante gebracht, wo sie von der Polizei bewacht werden. Richard Fenton kann auch aus dem Hotel fliehen und sich Zutritt zum Haus zu verschaffen, indem er zunächst den jungen, unerfahrenen Detective und dann eine weitere Wache ermordet. Dort versucht er nach einem Mord an Donnas Freund Bobby auch Donna zu töten, wird aber von einem Polizisten beim Versuch erschossen.

## Hintergrund
Die Namen aller Figuren aus dem Original wurden geändert, so wie auch in der Handlung grundlegende Änderungen vorgenommen worden. Der Film wurde im Biltmore Hotel (506 S. Grand Avenue) in Los Angeles gedreht. Seine Produktionskosten betrugen schätzungsweise 20 Millionen US-Dollar.
Der Film startete in den australischen Kinos am 10. April 2008 und einen Tag später in den Vereinigten Staaten. In Deutschland kam der Film am 5. Juni 2008 in die Kinos.

## Soundtrack
Den Soundtrack steuern bekannte Musiker wie The Ben Haylor Band, Keri Hilson, OneRepublic, Quietdrive, Rihanna, Britney Spears, Timbaland, Tokio Hotel und Vengaboys bei.

## Kritiken
Das Lexikon des internationalen Films schreibt, dass die „fast gänzlich ohne Blut, Sex und Alkohol“ auskommende Neuverfilmung des Grusel-Slasherfilms von 1980 ohne diese Genre-Stilmittel „besonders deutlich die dümmliche Handlung, die nicht einmal den nostalgischen Charme einer Geisterbahnfahrt besitz[e]“, offenbare.
Angela Zierow schrieb in TV Digital 12/08 vom 31. Mai 2008, „dass der Film ein einfallslos heruntergefilmter Slasher-Thriller mit uninspirierten Darstellern sei. Kein Horrorfilmklischee werde ausgelassen und der Film punkte nur mit seinem Soundtrack“.
Die Heilbronner Stimme schrieb als Fazit in ihrer Rezension vom 5. Juni 2008: „Wir wissen nicht, ob die Macher von „Prom Night“ vorhatten, einen jugendfreien Metzelfilm ohne viel Gewalt, Sex und Alkohol zu drehen oder eine Parodie auf solche Streifen. Es kann ihnen aber getrost bescheinigt werden, alle Ziele verfehlt zu haben.“